# Бјуканан (Северна Дакота)
Бјуканан (енгл. Buchanan) град је у америчкој савезној држави Северна Дакота.

## Демографија
По попису из 2010. године број становника је 90, што је 13 (16,9%) становника више него 2000. године.
| Група             | 2000.       | 2010.       |
| Белци             | 77 (100,0%) | 90 (100,0%) |
| Афроамериканци    | 0 (0,0%)    | 0 (0,0%)    |
| Азијати           | 0 (0,0%)    | 0 (0,0%)    |
| Хиспаноамериканци | 0 (0,0%)    | 0 (0,0%)    |
| Укупно            | 77          | 90          |